# Grêmio Recreativo Barueri
Grêmio Recreativo Barueri è una società polisportiva con sede a Barueri, in Brasile.
La polisportiva è attiva nei seguenti sport:
- atletica leggera
- pallacanestro
- baseball
- calcio
- calcio a 5
- ciclismo
- ginnastica artistica
- judo
- pallamano
- karate
- kung fu
- pallavolo
- skateboard
- sport per disabili
- taekwondo
- tennis